# Alfabeto (canción)
«Alfabeto» es la cuarta canción del álbum Audiovisión del cantante chileno Gepe. La canción salió como tercer sencillo en el 2011.

## Personal
- Gepe: Voz, percusión y mandolina.
- Pedropiedra: Bajo eléctrico
- Cristián Heyne: Voz
- Valeria Jara: Voz
- Cristián Araya: Palmas

## Video musical
El video fue dirigido por Bernardo Quesney y fue realizado en un día de rodaje en un bosque de Papudo, Región de Valparaíso, que va a desaparecer por un proyecto inmobiliario. Según el director: «El vídeo es una historia críptica de asesinatos en un bosque con gente de todas las culturas».
Es el segundo video (antes Por la ventana) donde participa su hija Amalia Riveros Jara y es el último video (antes Victoria Roma, Por la ventana y Un día ayer) donde participa, hasta ese entonces, su pareja Valeria Jara.
El video fue lanzado en junio de 2011 y hasta la fecha cuenta con más de 1.000.000 reproducciones en YouTube.

## Presentaciones en vivo
Gepe sigue tocando este tema, desde la batería, en las presentaciones de su último disco GP. Fue parte de su lista de canciones en Vive Latino y Lollapalooza Chile 2013, y fue el tema de cierre en su presentación en el XLIV Festival del Huaso de Olmué.

## Listas musicales
Anuales
| Año  | Lista                                               | Posición |
| ---- | --------------------------------------------------- | -------- |
| 2011 | Radio Cooperativa: 108 canciones de los 30 chilenos | 82       |

Semanales
| Año  | Lista                          | Posición | Semanas |
| ---- | ------------------------------ | -------- | ------- |
| 2011 | Radio Cooperativa: 30 Chilenos | 19       | 8       |